# Trond Pedersen
Trond Pedersen (Kristiansand, 10 febbraio 1951) è un ex calciatore norvegese, di ruolo difensore.

## Carriera

### Giocatore

#### Club
Pedersen giocò per lo Start dal 1969 al 1984. Giocò 269 incontri nella massima divisione norvegese. Vinse due campionati in squadra: nel 1978 e nel 1980.

#### Nazionale
Conta 41 presenze per la Norvegia. Esordì il 9 giugno 1975, nella sconfitta per 1-3 contro la Jugoslavia. Il 9 maggio 1979, festeggiò la 25ª presenza in Nazionale, ricevendo così il Gullklokka.

### Allenatore
Pedersen fu tecnico dello Start dal 1997 al 1998.

## Palmarès

### Giocatore

#### Club

##### Competizioni nazionali
- Campionato norvegese: 2

Start: 1978, 1980

#### Individuale
- Gullklokka

1979